# Сборная Лиишь по гэльским играм
Сборная Лиишь по гэльским играм, как орган управления — Лиишьский совет Гэльской атлетической ассоциации или Совет графства Лиишь при Гэльской атлетической ассоциации (англ. Laois County Board of the Gaelic Athletic Association / Antrim GAA, ирл. Cumann Lúthchleas Gael Chontae Laoise / CLG Chontae Laoise), транслитерированное название Лиишь ГАА — команда графства Лиишь, выступающая в соревнованиях Гэльской атлетической ассоциации. Относится к числу 32 команд графств острова Ирландия, заведует развитием гэльских игр в графстве Лиишь как на уровне отдельных команд, так и всего графства.

## Развитие спорта
Графство Лиишь классифицируется как «двойное графство», в котором примерно на одном уровне находятся и гэльский футбол, и хёрлинг. Лиишь является одним из немногих графств, чьи сборные выходили в финалы Всеирландских чемпионатов по гэльскому футболу и хёрлингу. В розыгрышах чемпионатов Ленстера по гэльскому футболу у Лиишь шесть побед, по хёрлингу — три. В 2003, 2004 и 2005 годах команда Лиишь выходила в финал чемпионата Ленстера, выиграв его в 2003 году; в хёрлинге команда соревнуется в Кубке Джо Макдонаха (турнир для команд второго яруса в хёрлинге).

## Гэльский футбол
Лиишь в 1889 году впервые вышел в финал Всеирландского чемпионата по гэльскому футболу, а в 1926 году впервые выиграл финал первенства Национальной футбольной лиги, обыграв команду Дублина. В 1936 году Лиишь во второй раз выступил в финальном матче Всеирландского чемпионата. В 1986 году он выиграл свой второй финал Национальной футбольной лиги, победив с разницей в одно очко команду Монахана: в том же году в сборную всех звёзд ГАА попали Лиам Ирвин и Колм Браун.
В 1990-е годы Лиишь добивался некоторых успехов на уровне команд до 21 года и до 17 лет, выиграв Всеирландский чемпионат среди юниоров в 1996 и 1997 годах. В середине 2000-х команда стала сильным противником на всех уровнях гэльского футбола: под руководством Мика О’Дуайера, бывшего тренера Керри и Килдэра, Лиишь дошёл до финала Национальной футбольной лиги 2004 года и выиграл в 2003 году чемпионат Ленстера. В 2004 году в финале чемпионата Ленстера Лиишь проиграл в переигровке, а в 2005 году уступил с разницей в 1 очко. В то же время команда выиграла Всеирландский чемпионат среди юниоров в 2003 году и чемпионат Ленстера среди юниоров в 2004, 2005 и 2007 годах, а молодёжка стала чемпионом Ленстера в 2006 и 2007 годах.
В 2006 году после ухода О’Дуайера с поста тренера команду возглавил Лиам Кирнс, а в 2008 году его сменил Шон Демпси. В 2009 году он начал кардинально перекраивать команду, однако не добился успехов и в 2011 году уступил пост Джастину Макналти. Тот проработал три сезона, прежде чем уступить место бывшему наставнику команд Уэстмита и Голуэя Томасу О’Флатарта.
В 2013 году команды графств Карлоу и Лиишь стали первыми, которые сыграли матч по гэльскому футболу в пятницу вечером.

### Достижения
- Финалисты Всеирландского чемпионата: 1889[англ.], 1936[англ.]
- Всеирландские чемпионы среди юниоров[англ.]: 1996, 1997, 2003
- Всеирландские чемпионы среди дублёров[англ.]: 1973
- Всеирландские чемпионы Б: 1993
- Чемпионы Национальной футбольной лиги[англ.]: 1926, 1986
- Чемпионы Ленстера: 6 раз (1889, 1936, 1937, 1938, 1946, 2003)
- Чемпионы Ленстера среди молодёжи[англ.]: 8 раз (1964, 1969, 1982, 1987, 1994, 1998, 2006, 2007)
- Чемпионы Ленстера среди юниоров[англ.]: 9 раз (1932, 1966, 1967, 1996, 1997, 1998, 2004, 2005, 2007)
- Чемпионы Ленстера среди дублёров[англ.]: 5 раз (1907, 1941, 1968, 1973, 1993)
- Обладатели Кубка О’Бирна[англ.]: 5 раз (1978, 1987, 1991, 1994, 2005)
- Всеирландские чемпионы среди клубов[англ.]: 1983 (Порт-Лиише[англ.])
- Чемпионы среди девушек до 17 лет: 1992

### Игроки в сборной звёзд ГАА
- 1986: Колм Браун[англ.], Лиам Ирвин[англ.]
- 2003: Фергал Байрон[англ.], Джо Хиггинс[англ.], Том Келли[англ.]

### Текущий состав
- Менеджер[англ.]: Джон Сюгрю
- Тренерский штаб: Брендан Дэлейни, Шон Коттер

Заявка на матч второго раунда всеирландской квалификации Всеирландского чемпионата 2019 года против Дерри (22 июня 2019)
| \| Номер \| Имя \| Позиция \| Клуб \| \| ----- \| --------------------- \| --------------------- \| -------------------- \| \| 1 \| Грэм Броди[англ.] \| Вратарь \| Порт-Лиише[англ.] \| \| 2 \| Стивен Аттрид \| Правый корнер-бэк \| Киллешин[англ.] \| \| 3 \| Денис Бут \| Фулл-бэк \| Хит[англ.] \| \| 4 \| Гарет Диллон \| Левый корнер-бэк \| Порт-Лиише[англ.] \| \| 5 \| Шон О’Флинн[англ.] \| Правый винг-бэк \| Кортвуд[англ.] \| \| 6 \| Роберт Пигготт \| Центр-бэк \| Портарлингтон[англ.] \| \| 7 \| Падди О’Салливан \| Левый винг-бэк \| Портарлингтон[англ.] \| \| 8 \| Киран Лиллис[англ.] \| Полузащитник \| Порт-Лиише[англ.] \| \| 9 \| Джон О’Лафлин[англ.] \| Полузащитник \| Сент-Бригидс[англ.] \| \| 10 \| Дэниел О’Райлли \| Правый винг-форвард \| Грейгекаллен[англ.] \| \| 11 \| Конор Бойл \| Центр-форвард \| Порт-Лиише[англ.] \| \| 12 \| Дэмьен О’Коннор \| Левый винг-форвард \| Тимахо[англ.] \| \| 13 \| Пол Кингстон \| Правый корнер-форвард \| Арлес/Киллин[англ.] \| \| 14 \| Колм Мёрфи \| Фулл-форвард \| Портарлингтон[англ.] \| \| 15 \| Эван О’Карролл \| Левый корнер-форвард \| Креттиард[англ.] \| \| 16 \| Скотт Осборн \| Вратарь \| Портарлингтон[англ.] \| \| 17 \| Мартин Скалли \| Запасной \| Баллирон Эбби[англ.] \| \| 18 \| Тревор Коллинз \| Запасной \| Грейгекаллен[англ.] \| \| 19 \| Донал Кингстон \| Запасной \| Арлес/Киллин[англ.] \| \| 20 \| Оуэн Лоури \| Запасной \| Киллешин[англ.] \| \| 21 \| Росс Маннелли[англ.] \| Правый винг-форвард \| Арлес/Килкруз[англ.] \| \| 22 \| Шон Бирн \| Запасной \| Портарлингтон[англ.] \| \| 23 \| Дэвид Сил \| Запасной \| Порт-Лиише[англ.] \| \| 24 \| Оуэн Багги \| Запасной \| Страдбалли[англ.] \| \| 25 \| Алан Фаррелл \| Запасной \| Баллилинан[англ.] \| \| 26 \| Марк Барри \| Запасной \| О’Демпсис[англ.] \| \| \| Марк Тиммонс[англ.] \| Фулл-бэк \| Грейгекаллен[англ.] \| \| \| Джеймс Келли \| Запасной \| Сент-Джозефс[англ.] \| \| \| Кевин Мини \| Запасной \| Арлес/Килкруз[англ.] \| \| \| Шейн Нерни \| Запасной \| О’Демпсис[англ.] \| \| \| Брендан Куигли[англ.] \| Полузащитник \| Тимахо[англ.] \| \| \| Адам Кэмпион \| Запасной \| Сент-Джозефс[англ.] \| \| \| Алан Кинселла \| Запасной \| Кортвуд[англ.] \| \| \| Роберт Тайрелл \| Запасной \| Камросс[англ.] \| \| \| Колм Бегли[англ.] \| Центр-бэк \| Страдбалли[англ.] \| \| \| Пол Кэхиллейн \| Запасной \| Порт-Лиише[англ.] \| |                  |                       |               |
| Номер | Имя              | Позиция               | Клуб          |
| 1 | Грэм Броди       | Вратарь               | Порт-Лиише    |
| 2 | Стивен Аттрид    | Правый корнер-бэк     | Киллешин      |
| 3 | Денис Бут        | Фулл-бэк              | Хит           |
| 4 | Гарет Диллон     | Левый корнер-бэк      | Порт-Лиише    |
| 5 | Шон О’Флинн      | Правый винг-бэк       | Кортвуд       |
| 6 | Роберт Пигготт   | Центр-бэк             | Портарлингтон |
| 7 | Падди О’Салливан | Левый винг-бэк        | Портарлингтон |
| 8 | Киран Лиллис     | Полузащитник          | Порт-Лиише    |
| 9 | Джон О’Лафлин    | Полузащитник          | Сент-Бригидс  |
| 10 | Дэниел О’Райлли  | Правый винг-форвард   | Грейгекаллен  |
| 11 | Конор Бойл       | Центр-форвард         | Порт-Лиише    |
| 12 | Дэмьен О’Коннор  | Левый винг-форвард    | Тимахо        |
| 13 | Пол Кингстон     | Правый корнер-форвард | Арлес/Киллин  |
| 14 | Колм Мёрфи       | Фулл-форвард          | Портарлингтон |
| 15 | Эван О’Карролл   | Левый корнер-форвард  | Креттиард     |
| 16 | Скотт Осборн     | Вратарь               | Портарлингтон |
| 17 | Мартин Скалли    | Запасной              | Баллирон Эбби |
| 18 | Тревор Коллинз   | Запасной              | Грейгекаллен  |
| 19 | Донал Кингстон   | Запасной              | Арлес/Киллин  |
| 20 | Оуэн Лоури       | Запасной              | Киллешин      |
| 21 | Росс Маннелли    | Правый винг-форвард   | Арлес/Килкруз |
| 22 | Шон Бирн         | Запасной              | Портарлингтон |
| 23 | Дэвид Сил        | Запасной              | Порт-Лиише    |
| 24 | Оуэн Багги       | Запасной              | Страдбалли    |
| 25 | Алан Фаррелл     | Запасной              | Баллилинан    |
| 26 | Марк Барри       | Запасной              | О’Демпсис     |
| | Марк Тиммонс     | Фулл-бэк              | Грейгекаллен  |
| | Джеймс Келли     | Запасной              | Сент-Джозефс  |
| | Кевин Мини       | Запасной              | Арлес/Килкруз |
| | Шейн Нерни       | Запасной              | О’Демпсис     |
| | Брендан Куигли   | Полузащитник          | Тимахо        |
| | Адам Кэмпион     | Запасной              | Сент-Джозефс  |
| | Алан Кинселла    | Запасной              | Кортвуд       |
| | Роберт Тайрелл   | Запасной              | Камросс       |
| | Колм Бегли       | Центр-бэк             | Страдбалли    |
| | Пол Кэхиллейн    | Запасной              | Порт-Лиише    |

### Клубные турниры
В графстве Лиишь проводятся клубные чемпионаты как среди обычных клубов, так и среди команд второго дивизиона, а также дублирующих составов, молодёжных команд до 21 и до 17 лет. Существует также лига, разделённая на пять дивизионов.

## Хёрлинг
В 1915 году Лиишь первый и единственный раз выиграл Всеирландский чемпионат по хёрлингу: из-за дождливой погоды команда играла в плащах весь второй тайм. В 2019 году команда Лиишь выступала во Всеирландском чемпионате, борясь за Кубок Лиама Маккарти, и дошла до четвертьфинала благодаря победе в розыгрыше кубка Джо Макдонаха и сенсационной победе в 1/8 финала над Дублином. В активе Лиишь также три победы во Всеирландском чемпионате среди команд второго эшелона.
В 1981 и 1983 годах хёрлеры Лиишь выходили в полуфиналы Национальной лиги хёрлинга, а в 1984 году в борьбе за Кубок Столетия они проиграли Корку, выйдя в следующий полуфинал в 1996 году. В 1985 году они вышли в финал чемпионата Ленстера, но были сокрушены командой Оффали.

### Достижения
- Всеирландские чемпионы[англ.]: 1915
- Полуфиналисты Национальной лиги хёрлинга[англ.]: 1981, 1983, 1986
- Всеирландские чемпионы Б: 1977, 1979, 2002
- Всеирландские чемпионы Б (до 21 года): 2004
- Чемпионы Ленстера[англ.]: 1914, 1915, 1949
- Обладатели Кубка Джо Макдонаха[англ.]: 2019[англ.]
- Чемпионы Ленстера (до 21)[англ.]: 1983
- Чемпионы Ленстера среди юношей[англ.]: 1934, 1940, 1941, 1964
- Чемпионы Ленстера среди дублёров[англ.]: 1910, 1914, 1933
- Обладатели Кубка Уолша[англ.]: 1980, 1991 (кубок), 2008, 2010 (щит)
- Обладатели Кубка Кехоу[англ.]: 1982

### Игроки в сборной звёзд ГАА
Единственным представителем Лиишь в 1985 году стал Пэт Кричли.

### Текущий состав
- Менеджер[англ.]: Эдди Бреннан[англ.]
- Тренерский штаб: Томми Фитцджеральд, Ниалл Коркоран

Заявка на матч четвертьфинала Всеирландского чемпионата 2019 года против Типперэри (14 июля 2019)
| \| Номер \| Имя \| Позиция \| Клуб \| \| ----- \| --------------------- \| --------------------- \| --------------------------------- \| \| 1 \| Энда Роуленд[англ.] \| Вратарь \| Аббилейкс[англ.] \| \| 2 \| Ли Клир[англ.] \| Правый корнер-бэк \| Клох-Баллаколла[англ.] \| \| 3 \| Мэттью Уилан[англ.] \| Фулл-бэк \| Боррис-ин-Оссори/Килкоттон[англ.] \| \| 4 \| Джо Фелан \| Левый корнер-бэк \| Камросс[англ.] \| \| 5 \| Джек Келли[англ.] \| Правый винг-бэк \| Рэтдауни-Эррилл[англ.] \| \| 6 \| Райан Маллани[англ.] \| Центр-бэк \| Каслтаун[англ.] \| \| 7 \| Патрик Делейни[англ.] \| Левый винг-бэк \| Харпс[англ.] \| \| 8 \| Джон Леннон[англ.] \| Полузащитник \| Розеналлис[англ.] \| \| 9 \| Патрик Пёрселл[англ.] \| Полузащитник \| Рэтдауни-Эррилл[англ.] \| \| 10 \| Аарон Данфи[англ.] \| Правый винг-форвард \| Боррис-ин-Оссори/Килкоттон[англ.] \| \| 11 \| Марк Каванах[англ.] \| Центр-форвард \| Рэтдауни-Эррилл[англ.] \| \| 12 \| Энна Лайонс \| Левый винг-форвард \| Баллифин[англ.] \| \| 13 \| Уилли Данфи[англ.] \| Правый корнер-форвард \| Клох-Баллаколла[англ.] \| \| 14 \| Чарльз Дуайер[англ.] \| Фулл-форвард \| Баллинакилл[англ.] \| \| 15 \| Росс Кинг[англ.] \| Левый корнер-форвард \| Рэтдауни-Эррилл[англ.] \| \| 16 \| Томас Данфи \| Вратарь \| Камросс[англ.] \| \| 17 \| Эрик Киллин \| Запасной \| Рэтдауни-Эррилл[англ.] \| \| 18 \| Эндрю Мортимер \| Запасной \| Камросс[англ.] \| \| 19 \| Лоркан Бёрк \| Запасной \| Камросс[англ.] \| \| 20 \| Колм Стэплтон \| Запасной \| Боррис-ин-Оссори/Килкоттон[англ.] \| \| 21 \| Конор Фелан \| Запасной \| Каслтаун[англ.] \| \| 22 \| Оуэн Гаухан \| Запасной \| Камросс[англ.] \| \| 23 \| Нил Фойл[англ.] \| Запасной \| Боррис-ин-Оссори/Килкоттон[англ.] \| \| 24 \| Аарон Берджин \| Запасной \| Порт-Лиише[англ.] \| \| 25 \| Стивен Берджин \| Запасной \| Клох-Баллаколла[англ.] \| \| 26 \| Стивен Мар[англ.] \| Запасной \| Клох-Баллаколла[англ.] \| \| \| Доннча Хартнетт \| Запасной \| Маунтмеллик[англ.] \| \| \| Джейк Кранни \| Запасной \| Аббилейкс[англ.] \| \| \| Дэниел Комерфорд \| Запасной \| Харпс[англ.] \| \| \| Марк Даулинг \| Запасной \| Камросс[англ.] \| \| \| Киран Комерфорд \| Запасной \| Харпс[англ.] \| \| \| Бен Конрой \| Запасной \| Слив-Блум[англ.] \| \| \| Патрик Китинг \| Запасной \| Розеналлис[англ.] \| |                  |                       |                            |
| Номер | Имя              | Позиция               | Клуб                       |
| 1 | Энда Роуленд     | Вратарь               | Аббилейкс                  |
| 2 | Ли Клир          | Правый корнер-бэк     | Клох-Баллаколла            |
| 3 | Мэттью Уилан     | Фулл-бэк              | Боррис-ин-Оссори/Килкоттон |
| 4 | Джо Фелан        | Левый корнер-бэк      | Камросс                    |
| 5 | Джек Келли       | Правый винг-бэк       | Рэтдауни-Эррилл            |
| 6 | Райан Маллани    | Центр-бэк             | Каслтаун                   |
| 7 | Патрик Делейни   | Левый винг-бэк        | Харпс                      |
| 8 | Джон Леннон      | Полузащитник          | Розеналлис                 |
| 9 | Патрик Пёрселл   | Полузащитник          | Рэтдауни-Эррилл            |
| 10 | Аарон Данфи      | Правый винг-форвард   | Боррис-ин-Оссори/Килкоттон |
| 11 | Марк Каванах     | Центр-форвард         | Рэтдауни-Эррилл            |
| 12 | Энна Лайонс      | Левый винг-форвард    | Баллифин                   |
| 13 | Уилли Данфи      | Правый корнер-форвард | Клох-Баллаколла            |
| 14 | Чарльз Дуайер    | Фулл-форвард          | Баллинакилл                |
| 15 | Росс Кинг        | Левый корнер-форвард  | Рэтдауни-Эррилл            |
| 16 | Томас Данфи      | Вратарь               | Камросс                    |
| 17 | Эрик Киллин      | Запасной              | Рэтдауни-Эррилл            |
| 18 | Эндрю Мортимер   | Запасной              | Камросс                    |
| 19 | Лоркан Бёрк      | Запасной              | Камросс                    |
| 20 | Колм Стэплтон    | Запасной              | Боррис-ин-Оссори/Килкоттон |
| 21 | Конор Фелан      | Запасной              | Каслтаун                   |
| 22 | Оуэн Гаухан      | Запасной              | Камросс                    |
| 23 | Нил Фойл         | Запасной              | Боррис-ин-Оссори/Килкоттон |
| 24 | Аарон Берджин    | Запасной              | Порт-Лиише                 |
| 25 | Стивен Берджин   | Запасной              | Клох-Баллаколла            |
| 26 | Стивен Мар       | Запасной              | Клох-Баллаколла            |
| | Доннча Хартнетт  | Запасной              | Маунтмеллик                |
| | Джейк Кранни     | Запасной              | Аббилейкс                  |
| | Дэниел Комерфорд | Запасной              | Харпс                      |
| | Марк Даулинг     | Запасной              | Камросс                    |
| | Киран Комерфорд  | Запасной              | Харпс                      |
| | Бен Конрой       | Запасной              | Слив-Блум                  |
| | Патрик Китинг    | Запасной              | Розеналлис                 |

### Клубные турниры
В графстве Лиишь проводятся клубные чемпионаты как среди обычных клубов, так и среди команд второго дивизиона, а также дублирующих составов, молодёжных команд до 21 и до 17 лет. Существует также лига, разделённая на пять дивизионов.

## Камоги
На уровне дублирующих составов клубов отметился клуб «Харпс», выигравший подобный всеирландский чемпионат в 2006, 2007 и 2008 годах. В 2007 году сборная графства Лиишь выиграла Всеирландский чемпионат, завоевав Кубок Нэнси Мюррей и обыграв команду Мита со счётом 1-15 — 1-9. В их активе также победа в Национальной лиге камоги 2010 года в 3-м дивизионе (над Митом со счётом 2-10 — 2-5) и чемпионство среди команд до 16 лет в 2000 году. Среди выдающихся игроков в камоги выделяются Луиз Махони и Эймир Мойнан. В 2010—2015 годах в графстве действовал план развития камоги под девизом «Наша игра, наша страсть» (англ. Our Game, Our Passion); к 2015 году планировалось в Карлоу, Каване, Лиишь, Лауте и Роскоммоне создать всего 17 новых клубов по этому виду спорта.